# Плантерсвил (Мисисипи)
Плантерсвил (енгл. Plantersville) град је у америчкој савезној држави Мисисипи.

## Демографија
По попису из 2010. године број становника је 1.155, што је 11 (1,0%) становника више него 2000. године.
| Група             | 2000.       | 2010.       |
| Белци             | 619 (54,1%) | 439 (38,0%) |
| Афроамериканци    | 485 (42,4%) | 690 (59,7%) |
| Азијати           | 0 (0,0%)    | 1 (0,1%)    |
| Хиспаноамериканци | 22 (1,9%)   | 9 (0,8%)    |
| Укупно            | 1.144       | 1.155       |